# Armando Bucchi
Armando Bucchi (Verona, 30 gennaio 1909 – ...) è stato un calciatore italiano, di ruolo attaccante.

## Carriera
Debutta in massima serie con il Verona nella stagione 1928-1929, disputando 9 gare e segnando 3 reti.
In seguito gioca con i gialloblu altre tre partite nel campionato di Serie B 1929-1930 ed in quello successivo.